# 이승호 (1991년)
이승호(1991년 2월 26일 ~ )는 대한민국의 배우이다.

## 출연작

### 드라마
- 《오 마이 비너스》 (KBS2, 2015년) - 김영준 역
- 《후아유 - 학교 2015》 (KBS2, 2015년) - 승호 역
- 《피노키오》 (SBS, 2014년~2015년) - 조대국 역 (특별출연)
- 《아이언맨》 (KBS2, 2014년) - 윤석 역
- 《꽃할배 수사대》 (tvN, 2014년) - 젊은 정명호 역
- 《갑동이》 (tvN, 2014년) - 김신용 역
- 《황금 무지개》 (MBC, 2013년) - 어린 서태영 역

### 연극
- 《이중생각하》
- 《굿닥터》

### 영화
- 《미쓰 와이프》 (2015년) - 최경훈 역
- 《악의 연대기》 (2015년)
- 《허삼관》 (2015년) - 공사장 청년 역

### 방송
- 《나홀로 연애중》 (JTBC, 2014년)

### 뮤직비디오
- 포맨 - 안녕 나야
- 포맨 - 청혼하는 거예요
- 달샤벳 - 내 다리를 봐

### CF
- 갤럭시S4